# Arthur Upfield
Arthur William Upfield (1. září 1890 Gosport, Anglie – 12. února 1964 Bowral, Nový Jižní Wales) byl britsko - australský spisovatel. Světový věhlas získal díky detektivním románům, jejichž ústřední postavou je bělošsko - aboriginský míšenec, detektivní inspektor Napoleon Bonaparte, zvaný "Bony".

## Stručný životopis
Arthur Upfield se narodil ve městě Gosport nedaleko Portsmouthu jako nejstarší z pěti synů obchodníka suknem. Vychovávala ho však jeho babička a její sestry. Na střední škole nebyl příliš úspěšný, z předmětů ho zajímal jen zeměpis a dějepis. Po škole nastoupil do učení k místnímu zeměměřiči a obchodníku s pozemky. Už tehdy pod vlivem četby detektivních příběhů s hrdiny, jako je Sherlock Holmes, Nick Carter či Sexton Blake, sepsal tři detektivní romány, avšak nenašel pro ně nakladatele.

### Vystěhování do Austrálie
Poté, co mladík třikrát za sebou propadl u praktikantských zkoušek, přikročil rozhněvaný Arturův otec k ráznému řešení - koupil nezdárnému synovi lodní lístek do Austrálie. Než vypukla první světová válka, pracoval mladý Arthur Upfield v Austrálii jako honák, kuchař a pasák ovcí. Poté nastoupil do armády a s australskými jednotkami ANZAC odcestoval do Egypta a následně se zúčastnil bojů u turecké Galipole a ve Francii. V roce 1915 se v Egyptě Arthur Upfield oženil s Annou Douglassovou, australskou zdravotní sestrou.

### Literární úspěch
Po skončení války se v roce 1919 A. Upfield s manželkou vrátil do Austrálie. Živil se zde pak nejrůznějším způsobem - jako lovec kožešin, zlatokop nebo hledač drahých opálů. Začal také opět psát, tentokrát s větším úspěchem. Jeho první knihu Kainův dům  (anglicky The House of Cain), v níž ještě nefiguruje postava detektiva Napoleona Bonaparte, vydalo londýnské nakladatelství Hutchinson v roce 1928. Poté se Arthur Upfield začal věnovat výhradně psaní detektivních románů.

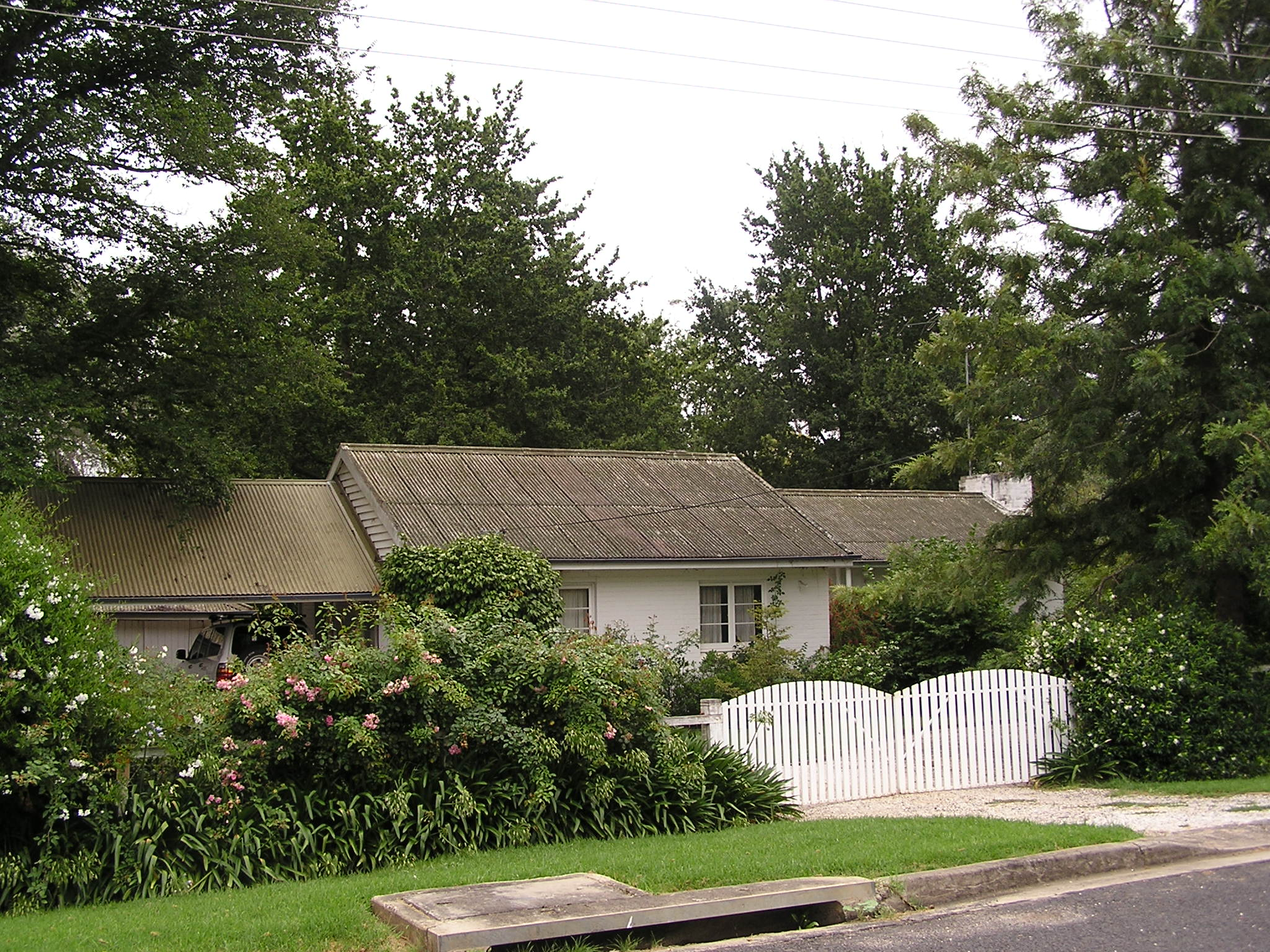
Domek v Jasmínové ulici č. 3 v Bowralu, kde Arthur Upfield prožil poslední léta svého života.

Posledním z 29 příběhů inspektora Napoleona Bonaparta byl román Netvor jezera Frome (The Lake Frome Monster), který za zesnulého Arthura Upfielda dopsali spisovatelé J. L. Price a D. Strangeová.

### Odborná činnost
Arthur Upfield v pozdějších letech svého života patřil k předním členům Australské geologické společnosti a kromě psaní detektivních románů publikoval též články o historii a topografii Austrálie. Jako člen geologické společnosti se zúčastnil řady průzkumných výprav. Po skončení druhé světové války, během níž se jako tvůrce odmlčel, vedl Arthur Upfield v roce 1948 významnou geografickou expedici australských vědců. Tato výprava v krajích severní a západní Austrálie prošla cestu dlouhou přes 10 000 km a mimo jiné se věnovala i průzkumu unikátního kráteru v oblasti Wolfe Creek, vytvořeného po dopadu meteoritu.

## Díla, vydaná v Československu

### České překlady
- Zánik jezera (Death of the Lake). 1965
- Králičí plot (Mr. Jelly’s Business). 1972

- 3x Napoleon Bonaparte: Vdovy z Broome (Widows of Broome), Zlověstné kameny (Cake in the hat box) , Bony kupuje ženu (Bony buys a woman). 1977, 1995
- Odplata v buši (The bone is pointed), 1981

### Slovenské překlady
- Netvor od Fromovho jazera (The Lake Frome Monster). 1972
- Bony a myš (Bony and the Mouse), Po stope novej topánky (Clue of the New Shoe), Starí mládenci z Broken Hillu (Bachelors of Broken Hill). 1976
- Vražda musí počkať (Murder must wait),  Vôľa kmeňa (Will of the tribe), Prekliaty dom (Venom house). 1988[2]